# Джонджолі

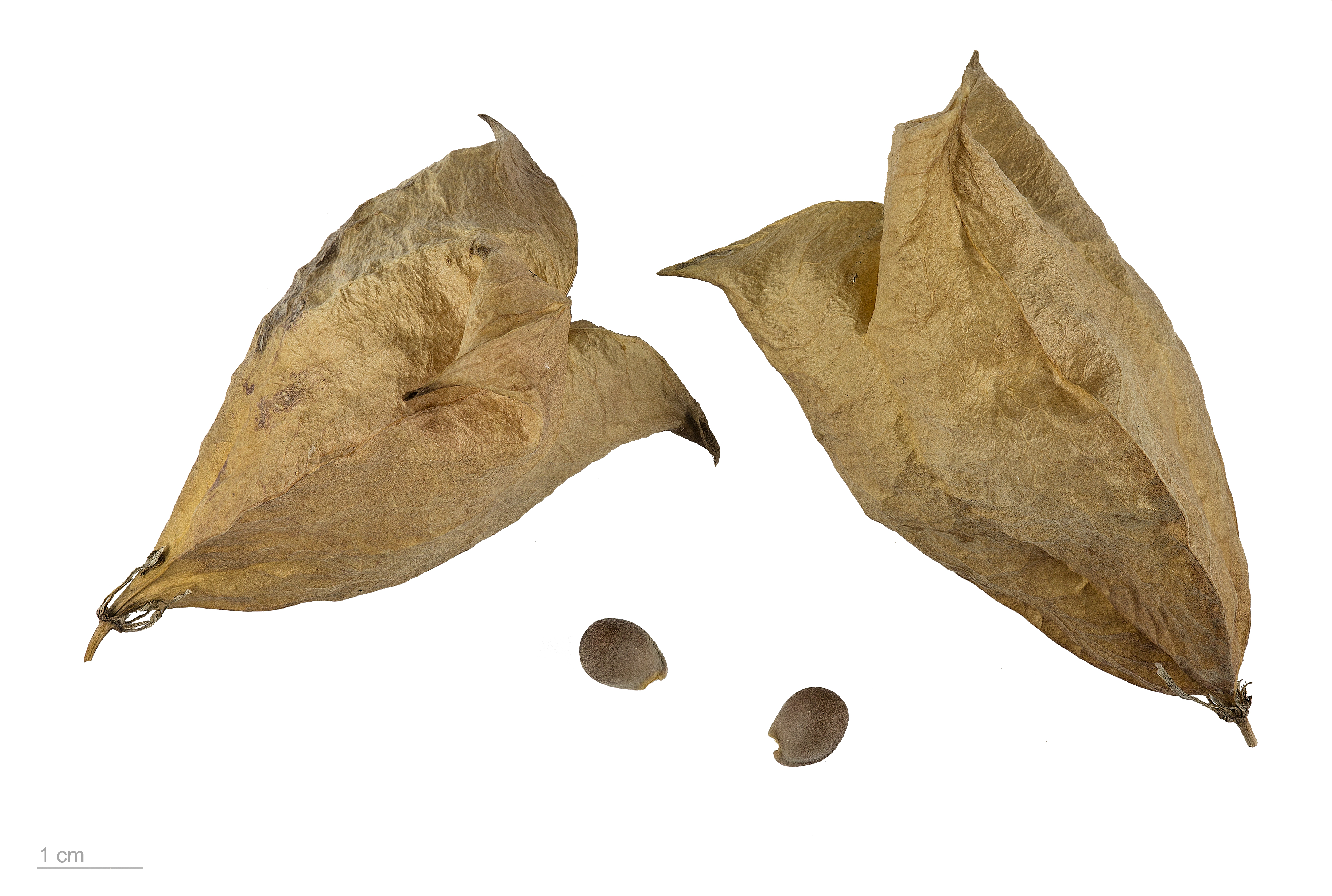
Staphylea colchica — Тулузький музей

Джонджолі (груз. ჯონჯოლი) — грузинська назва Клоки́чки колхідської (лат. Staphylea colchica L.), що росте на Кавказі, та її засолених квіткових бутонів.
Коли у квітні, відразу після розпускання листя, з'являються зібрані в розетки білі квітки із слабким приємним запахом, місцеві жителі збирають бутони і засолюють їх разом із різними приправами – це і є кавказькі джонджолі. Іноді їх називають «каперсами», оскільки на смак вони дійсно дуже схожі, хоча у ботанічному відношенні клокичка не є в спорідненості із справжніми каперсами.
Готові джонджолі, зазвичай, злегка віджимають, поливають олією, посипають нашаткованою зеленою або ріпчастою цибулею і подають як гостру закуску або приправу (на 200 гр. джонджолів — 30 г цибулі, 5 г оцту, і 10 г олії). Втім, використання джонджолів, як і каперсів, майже безмежне.